# Juan Guillermo López Soto

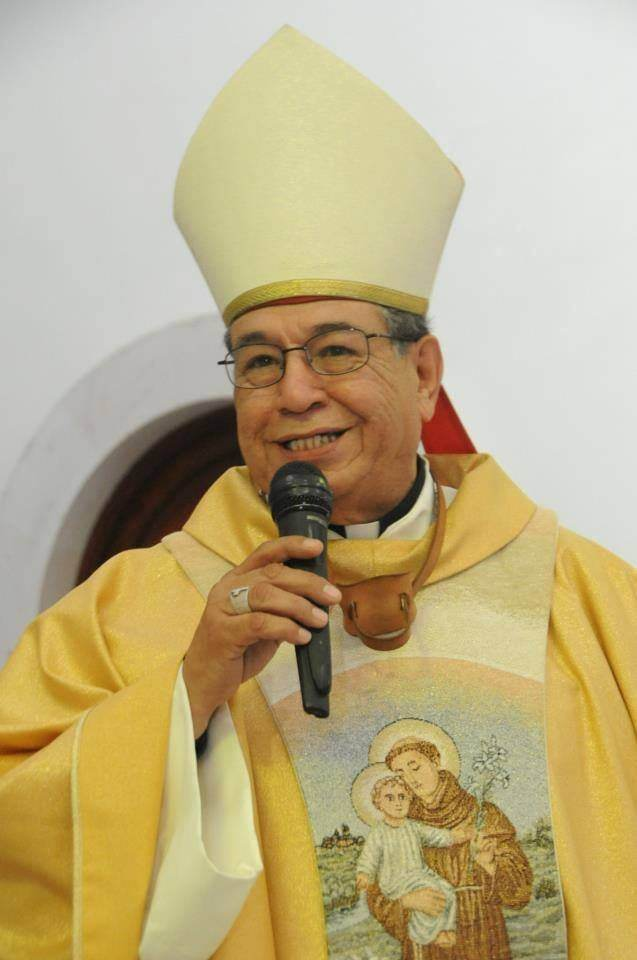
Juan Guillermo López Soto

Juan Guillermo López Soto (* 10. Februar 1947 in Santa Bárbara; † 8. September 2021 in Chihuahua) war ein mexikanischer Geistlicher und römisch-katholischer Bischof von Cuauhtémoc-Madera.

## Leben
Juan Guillermo López Soto besuchte ab 1958 das Kleine Seminar in Chihuahua. Anschließend studierte er Philosophie (bis 1967) und Katholische Theologie an den Priesterseminaren in Mexiko-Stadt (1967–1970) und in Chihuahua (1970–1971). Am 10. August 1972 empfing López Soto in der Kathedrale von Chihuahua durch den Erzbischof von Chihuahua, Adalberto Almeida y Merino, das Sakrament der Priesterweihe.
López Soto war vom 10. Oktober 1972 bis 1. Juli 1976 als Pfarrvikar in Delicias tätig. 1975 wurde er außerdem Bischofsvikar für die Region Camargo. Von 1976 bis 1982 war Juan Guillermo López Soto Kaplan der am Hospital Central Universitario de Chihuahua tätigen Ordensschwestern, Geistlicher Begleiter der in der Kinderkatechese Tätigen und Pfarrvikar in Lázaro Cárdenas sowie Sekretär des Priesterrats. Daneben war er Verantwortlicher für die Fortbildung der Geweihten Jungfrauen und der Ständigen Diakone sowie ab 1981 zudem für die Priesterfortbildung. 1977 war er zusätzlich kurzzeitig stellvertretender Generalvikar. Von 1982 bis 1992 wirkte er als Pfarrer in Saucillo und als Bischofsvikar für die Region Delicias. Ab 1992 war López Soto Generalvikar des Erzbistums Chihuahua.
Am 17. November 1995 ernannte ihn Papst Johannes Paul II. zum Bischof von Cuauhtémoc-Madera. Der Apostolische Nuntius in Mexiko, Erzbischof Girolamo Prigione, spendete ihm am 15. Dezember desselben Jahres im Estadio Monumental in Cuauhtémoc die Bischofsweihe; Mitkonsekratoren waren der Erzbischof von Chihuahua, José Fernández Arteaga, und der Bischof von Ciudad Juárez, Renato Ascencio León.
In der Mexikanischen Bischofskonferenz war Juan Guillermo López Soto von 1997 bis 2000 Mitglied der Kommissionen für die Sozialpastoral und für das Laienapostolat. Er gehörte von 2004 bis 2006 der Kommission für die Priesterseminare und die Berufungspastoral an und war Repräsentant der Pastoralregion Golf von Mexiko. Von 2006 bis 2009 war López Soto stellvertretender Repräsentant der Kirchenprovinz Chihuahua und Verantwortlicher für das Centro Católico Multimedia.
López Soto hatte sich bereits 2018 mehreren Herzoperationen unterziehen müssen und starb nach einer am 30. August 2021 festgestellten COVID-19-Infektion im Alter von 74 Jahren. Er wurde in der Kathedrale San Antonio in Cuauhtémoc beigesetzt.